# Gambels mees
Gambels mees (Poecile gambeli; synoniem: Parus gambeli) is een zangvogel uit de familie van de mezen (Paridae). Deze vogel is genoemd naar de Amerikaanse natuuronderzoeker William Gambel.

## Verspreiding en leefgebied
Deze soort komt voor aan de westkant van Noord-Amerika en telt vier ondersoorten:
- P. g. baileyae: de Pacifische helling van de Rocky Mountains in de westelijke Verenigde Staten en westelijk Canada.
- P. g. inyoensis: de centrale Rocky Mountains in de westelijke Verenigde Staten.
- P. g. gambeli: de oostelijke Rocky Mountains in de westelijk-centrale Verenigde Staten.
- P. g. atratus: noordwestelijk Mexico.